# Веселівська сільська рада (Олександрівський район)
| Веселівська сільська рада — колишній орган місцевого самоврядування у Олександрівському районі Кіровоградської області з адміністративним центром у с. Веселе. Сільській раді були підпорядковані населені пункти: - с. Веселе - с. Гайове - с. Польове |

## Склад ради
Рада складалася з 12 депутатів та голови.

### Керівний склад ради
| ПІБ                         | Основні відомості                                                                                                | Дата обрання | Дата звільнення |
| --------------------------- | --- | ------------ | --------------- |
| Фицайло Наталія Анатоліївна | Сільський голова, 1965 року народження, освіта, позапартійна                                                     | 26.03.2006   | 31.10.2010      |
| Назолін Іван Васильович     | Сільський голова, 1960 року народження, освіта середня спеціальна, член Всеукраїнського об'єднання 'Батьківщина' | 31.10.2010   |                 |

Примітка: таблиця складена за даними джерела

## Населення
За переписом населення України 2001 року в селі мешкало 777 осіб.

### Мова
Розподіл населення за рідною мовою за даними перепису 2001 року:
| Мова       | Відсоток |
| ---------- | -------- |
| українська | 97,94 %  |
| російська  | 1,55 %   |
| вірменська | 0,39 %   |
| білоруська | 0,13 %   |